# Svensbygd
Svensbygd är en by i Värnamo kommun, Jönköpings län. Svensbygd ingår i Nydala socken. Den lilla byn ligger med milsvid utsikt vid sjön Rusken.
Svensbygd är en gammal jordbruksby bestående av ett antal mindre jordbruk.